# Juliusz Kossak

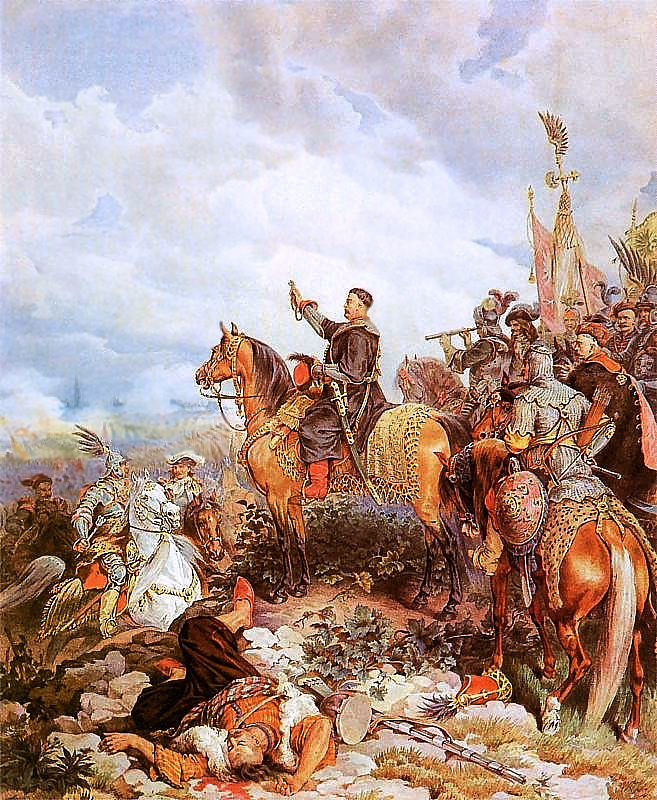
Jan III Sobieski na Kahlenbergu błogosławi szarżę na Turków w czasie Bitwy pod Wiedniem.

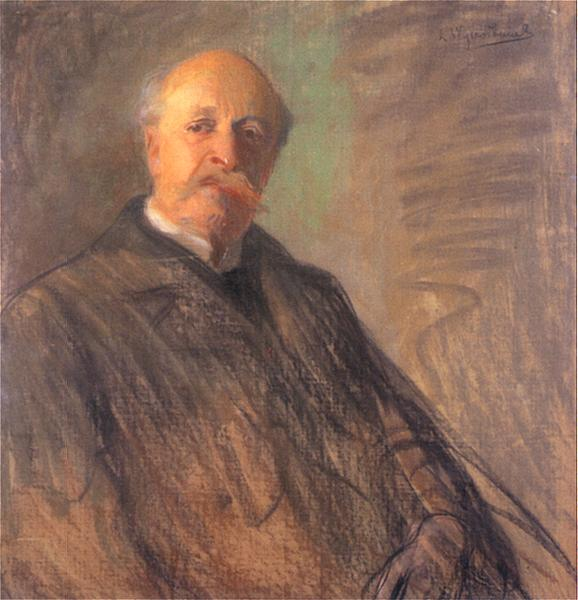
Portret Juliusza Kossaka, mal. Leon Wyczółkowski, 1900

Juliusz Fortunat Kossak herbu Kos (ur. 29 października 1824 w Nowym Wiśniczu, zm. 3 lutego 1899 w Krakowie) – polski malarz, rysownik i ilustrator. Specjalizował się w malarstwie historycznym i batalistycznym, ulubionym tematem jego obrazów były konie. Malował małoformatowe dzieła głównie techniką akwarelową. Był jednym z inicjatorów utworzenia w Krakowie Muzeum Narodowego. Ojciec Wojciecha Kossaka.

## Rodzina
Urodził się w szlacheckiej rodzinie herbu Kos, która wywodziła się z północnego Mazowsza lecz była związana także z terenami ruskimi:

Gdy pani konsyliarzowa Michałowa Kossakowa wybrała się z własnej wioski Kniahinin nad Sanem w podróż do Krakowa, znajdowała się w dziewiątym miesiącu ciąży. W drodze uczuła bóle porodowe, przystanęła przeto w najbliższym miasteczku Wiśniczu i dn. 15 grudnia 1824 r. urodziła dużego i zdrowego chłopca. Wróciła potem pospiesznie do domu, aby czym prędzej ochrzcić syna w sąsiedniej unickiej cerkwi. „Nadaję ci imię Juliusza” – powiedział do krzyczącego malca po rusku greckokatolicki paroch. Chłopiec pochodził z rodziny, która Rusinów uważała za odmianę Polaków i nie robiła różnicy między wyznaniem rzymskim a greckim. Dlatego, od najmłodszych lat, Juliusz umiał jednakowo dobrze mówić po polsku i po ukraińsku.

Ojciec, Michał Kossak (zm. 1833), był właścicielem niewielkiej wsi Knihinin pod Stanisławowem i sędzią, kolejno w Stanisławowie, Wiśniczu i Lwowie. Matka, Antonina, pochodziła z rodziny Sobolewskich. Juliusz miał dwóch młodszych braci: Leona i Władysława. Jego żoną, poślubioną w 1855, była ziemianka Zofia Gałczyńska (1834–1923), córka Wojciecha i Anieli z Kurnatowskich (zm. 1901 w Kaliszu). Potomkami Juliusza Fortunata byli:
- urodzeni w Paryżu:
  - „starszy” z bliźniaków – Wojciech (ur. 1856)
  - „młodszy” z bliźniaków – Tadeusz (ur. 1857)
  - Stefan (ur. 1858)
- urodzone w Warszawie:
  - Zofia (ur. 1861), późniejsza Kazimierzowa Romańska
  - Jadwiga (ur. 1865), później żona Zygmunta Unruga, matka Jadwigi Witkiewiczowej

## Życiorys
Od wczesnego dzieciństwa Juliusz mieszkał we Lwowie. Nauki pobierał w szkole (gimnazjum) Ojców Bazylianów w Buczaczu; na wyraźną prośbę matki ukończył studia prawnicze na Uniwersytecie Lwowskim. Równocześnie uczył się malarstwa u Jana Maszkowskiego, cenionego lwowskiego pedagoga. W jego pracowni w 1850 roku poznał młodego Artura Grottgera, któremu udzielał wówczas artystycznych konsultacji. Pierwszym mistrzem i doradcą początkującego Kossaka był malarz koni, akwarelista Piotr Michałowski.
W 1848 roku wziął udział w Zjeździe Słowiańskim w Pradze, gdzie razem z Dzieduszyckim zadeklarował się rusinem-polonofilem:

...zreformował się komitet Rusinów, Polaków, m.in. i mnie jako Rusina z dida pradida wybrano do deputacji mającej jechać do Wiednia...

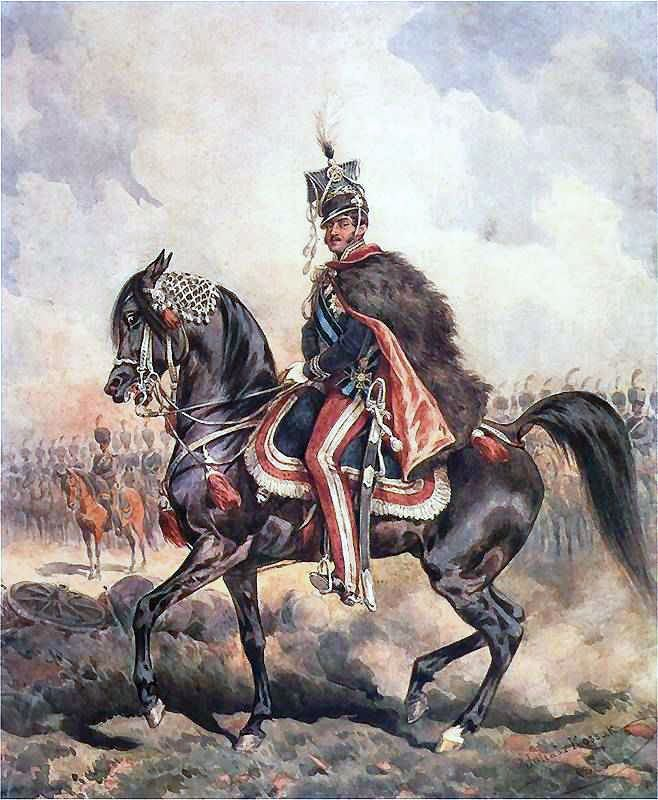
Portret księcia Józefa Poniatowskiego na koniu, 1879

W 1844 Kossak, dzięki znajomości i protekcji Gwalberta Pawlikowskiego oraz Kazimierza i Juliusza Dzieduszyckich, wszedł w środowisko ziemiańskie. Zaczął swoją drogę artystyczną do sławy. Miał wielu mecenasów, a przebywając w ich dworach obserwował życie arystokracji, malował sceny z polowań, portrety, konie, stadniny. 25 sierpnia 1855 roku poślubił Zofię Gałczyńską córkę Wojciecha „Wosia” z Siąszyc herbu Sokola. Ślub miał miejsce w kościele w Grochowach i wkrótce potem młode małżeństwo wyjechało do Paryża, gdzie przez pięć lat Kossak samodzielnie studiował zbiory muzealne.
W Paryżu przyszli na świat wszyscy trzej synowie Juliusza: bliźniacy Wojciech i Tadeusz (w noc sylwestrową 1856/1857, stąd różnica w datach urodzenia) oraz młodszy Stefan (1858). Ojcem chrzestnym najstarszego Wojciecha został przyjaciel malarza, znany batalista francuski, Horacy Vernet.
W 1860 Kossak przyjął propozycję kierowania działem artystycznym Tygodnika Ilustrowanego. Powrócił do kraju i zamieszkał w Warszawie. Do 1868 zajmował się głównie pracą ilustratora i malowaniem scen batalistyczno-historycznych. Zainteresowanie sztuką europejską, dalsza chęć kształcenia i kontaktów z innymi malarzami przywiodły Kossaka do Monachium. Po niespełna rocznym pobycie w środowisku malarskim, gdzie malował w pracowni Franciszka Adama obok Józefa Brandta, powrócił do kraju i osiedlił się wraz z rodziną w Krakowie. Wtedy właśnie kupił dworek początkowo zwany Wygodą, później Kossakówką (Kossakowie mieli już wówczas pięcioro dzieci, oprócz synów dwie córki – Zofię i Jadwigę). Głównym powodem opuszczenia Warszawy była niechęć do kształcenia synów w szkole zrusyfikowanej w ramach represji po powstaniu styczniowym.
Krakowski dom Juliusza był miejscem spotkań towarzyskich elity artystycznej Krakowa. Bywali tam m.in.: Adam Asnyk, Henryk Sienkiewicz, Stanisław Witkiewicz, Józef Chełmoński i wielu jeszcze innych, znanych artystów malarzy, pisarzy i aktorów. Juliusz Kossak angażował się w działalność kulturalną Towarzystwa Przyjaciół Sztuk Pięknych, krakowskiego oddziału Muzeum Narodowego, komitetu organizacyjnego obchodów 50-lecia pracy Józefa Ignacego Kraszewskiego, Koła Artystyczno-Literackiego. W 1890 został uhonorowany Krzyżem Kawalerskim Orderu cesarza Franciszka Józefa. Malował i mieszkał do końca życia w Kossakówce.

## Twórczość

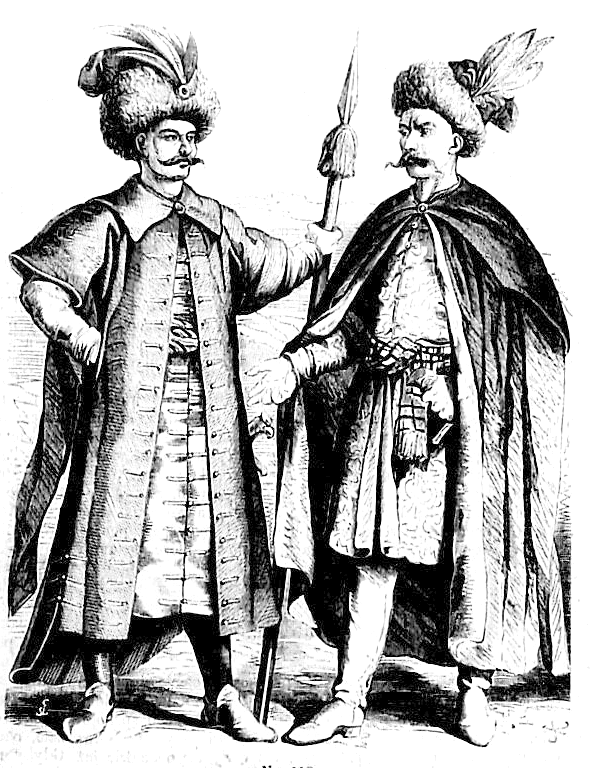
Rysunek Juliusza Kossaka – ilustracja do artykułu „Dawne ubiory i uzbrojenia” w Tygodniku Ilustrowanym z 1864

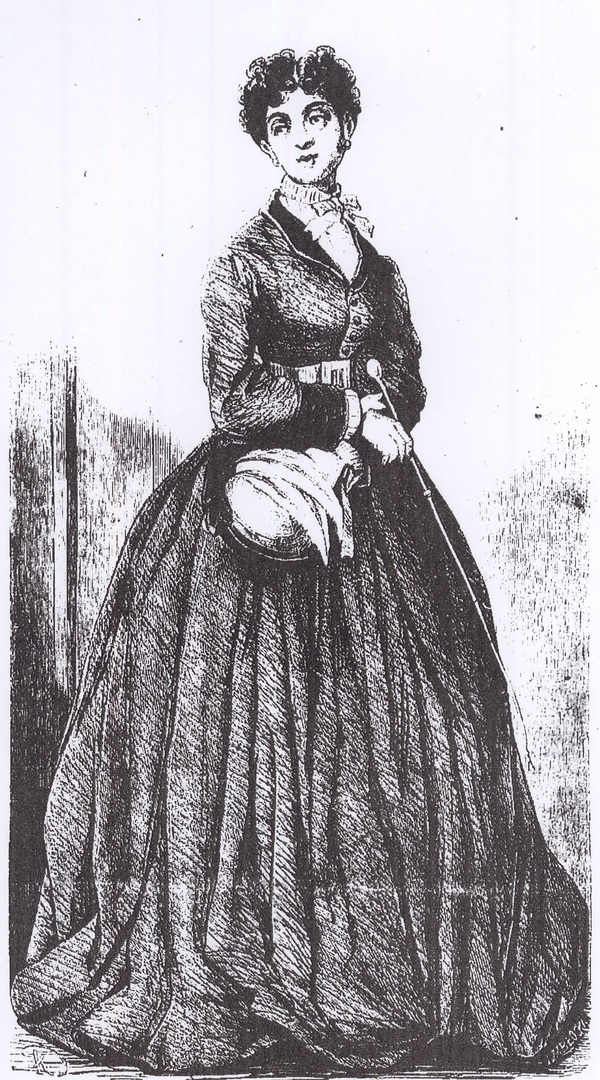
Przykład ilustracji prasowej Juliusza Kossaka: warszawska aktorka Salomea Palińska w jednej z ról (Tygodnik Ilustrowany, 1866, nr 335)

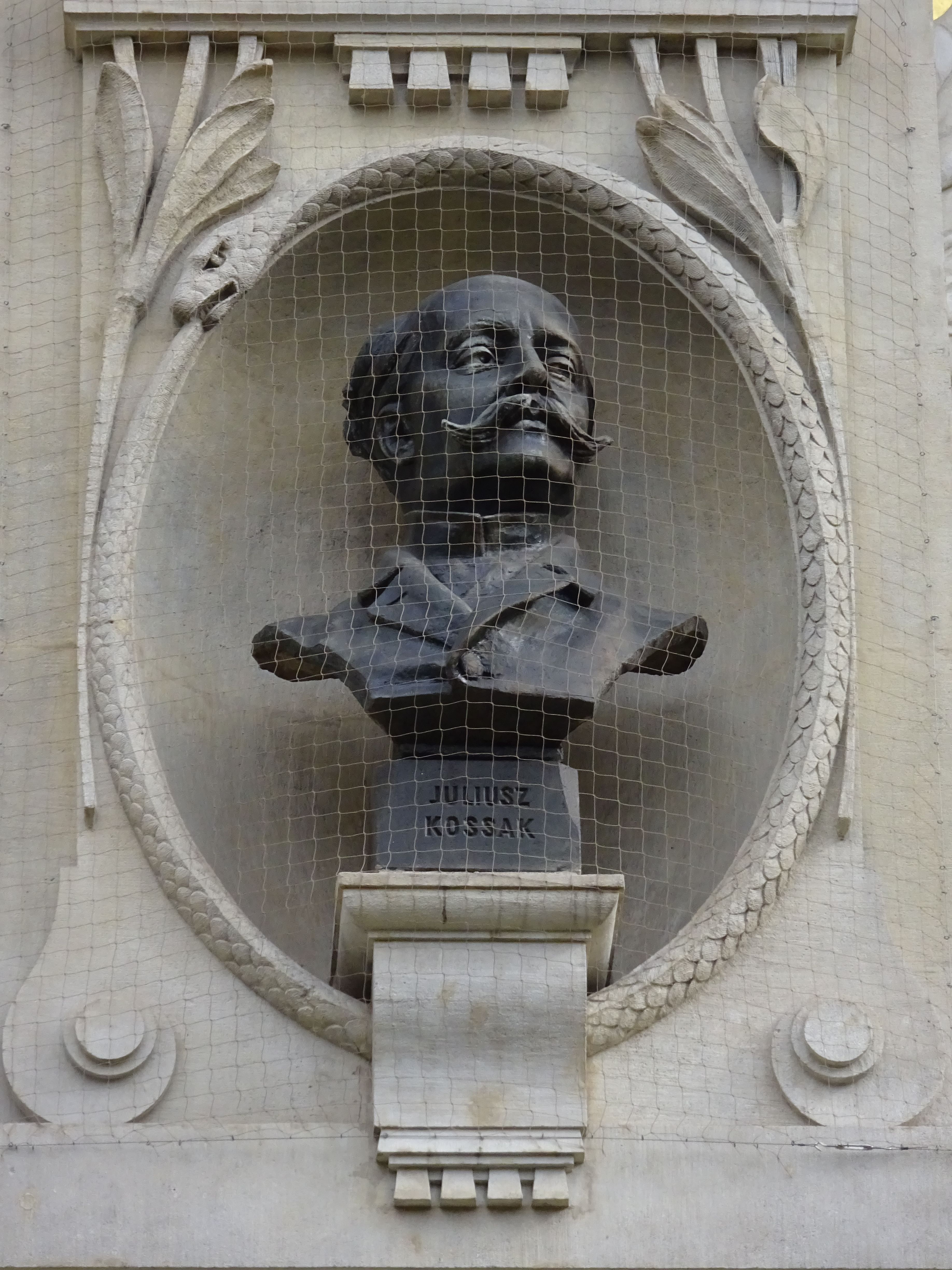
Popiersie Juliusza Kossaka na elewacji Pałacu Sztuki w Krakowie

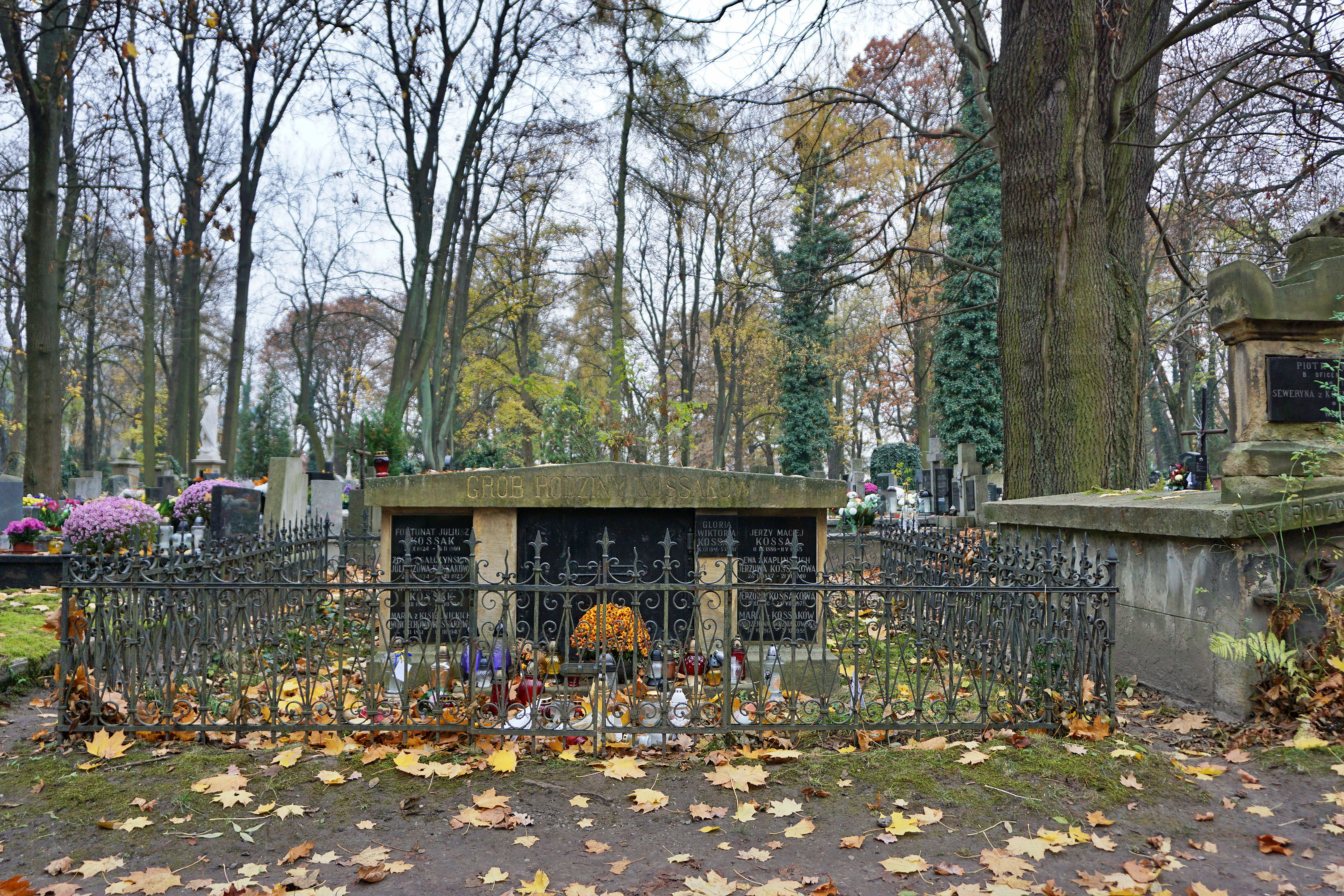
Grobowiec rodziny Kossaków na cmentarzu Rakowickim

Dzieła Juliusza Kossaka to głównie akwarele wielkich rozmiarów o jasnym kolorycie i doskonałej kompozycji, grafiki, a także ilustracje do książek i czasopism. Wszystkie są dowodem fascynacji malarza przyrodą, folklorem, obyczajowością. Wychowany w duchu patriotyzmu, ukształtowany przez romantyzm miał potrzebę spełnienia misji. Poprzez tematykę swoich obrazów chciał zainteresować Polaków – pozbawionych w okresie rozbiorowym własnej ojczyzny – historią i przeszłością. Sięgał do tematyki historyczno-rodzajowej – „ku pokrzepieniu serc”. Uważany jest za twórcę polskiego malarstwa batalistycznego, mistrza techniki akwarelowej, klasyka malarstwa literackiego. Ulubionym tematem sztuki Juliusza Kossaka były sceny z rycerskiej przeszłości Polaków, a wyjątkowe miejsce w jego twórczości zajmują kompozycje, w których głównym podmiotem jest koń. Od 1854 wystawiał w Polsce i za granicą, w samym Krakowie 207 obrazów.
Najważniejsze dzieła o treści historycznej: Żółte Wody, Rycerze przed bitwą, Stadnina Mohorta, Sobieski pod Wiedniem (1882), Rodakowski pod Custozzą (1868), Czarniecki pod Płockiem, Elekcja Jana Kazimierza, Chodkiewicz pod Smoleńskiem, Wjazd cesarza Franciszka Józefa do Krakowa, Bitwa pod Zborowem, Bitwa pod Parkanami (1883), Bitwa pod Raszynem (1884) oraz Bitwa pod Ignacewem (przed 1893).
Cykle obejmujące dzieje rodzin: Fredrów, Gniewoszów, Tyszkiewiczów, Lipskich, Morstinów, i in.
Cykl 'Dawne ubiory i uzbrojenia': publikowany w „Tygodniku Ilustrowanym” cykl poświęcony polskim ubiorom oraz zabytkowej broni; rysowanych z natury oraz ze starych rycin.
Sceny rodzajowe: Jarmark koński w Krakowie, Omnibus warszawski, Wesele krakowskie, Polowanie w zimie, Polowanie w Karpatach, Polowanie w Poturzycy u Dzieduszyckich, Polowanie na wilki, Mohort prezentujący stadninę księciu Józefowi Poniatowskiemu (1858) i Portret konny Aleksandra Tykla (1864), Myśliwy z ogarami (1869), Wyjazd na polowanie z sokołem (1868), Odsiecz smoleńska (1879), prawdziwe arcydzieło akwarelowe Stadnina na Podolu (1886), Stadnina na łące (1891), Kazimierz Pułaski pod Częstochową (1883) i in.
Portrety: hrabiego Łubieńskiego z córką, hrabiego Rzewuskiego, generała J. Kruszewskiego, hr. J. Dzieduszyckiego, Portret konny księcia Eustachego Sanguszki (1871), księcia Józefa Poniatowskiego na koniu (1879), Lisowczyk (około 1860–1865) i inne.
Ilustracje do dzieł: Adama Mickiewicza (Grażyna, Konrad Wallenrod, Pan Tadeusz), Henryka Sienkiewicza, Wincentego Pola, Pamiętników Jana Chryzostoma Paska, i in.
Projekty medali dla pracowni Kurnatowskiego w Krakowie: medal na jubileusz odsieczy Wiednia w roku 1883, medal Kościuszki (1894), Rzeź kroska (1893) i medal J.H. Dąbrowskiego.